# Germania al Junior Eurovision Song Contest
La Germania ha debuttato al Junior Eurovision Song Contest 2020, che si è tenuto per l'occasione a Varsavia, in Polonia.
In precedenza era tra i paesi debuttanti in previsione delle edizioni del 2003 e 2004, salvo poi ritirarsi in extremis in ambo le occasioni. Successivamente l'emittente televisiva KiKA ha inviato delle proprie delegazioni per supervisionare meglio l'evento nel 2013, 2014 e 2019.
Ha inoltre trasmesso le edizioni del 2015 e 2016 con commento in lingua via streaming.

## Storia

### 2020-presente: Il debutto e i primi anni
Nel 2020, con l'annuncio della partecipazione tedesca, è stato anche confermato che la rete che avrebbe trasmesso il concorso sarebbe stata KiKa, canale dedicato ai ragazzi. Viene inoltre annunciato che il partecipante sarebbe stato selezionato tramite dei casting, dove cinque giovani artisti si sono esibiti su due proposte possibili, See You Later e Stronger with You, che portano la firma di Levent Geiger. Il 2 settembre, durante la finale della selezione, viene annunciata la vincitrice: Susan Oseloff, proveniente da Berlino, è stata selezionata da una giuria composta da Max Mutzke, Levent Geiger, Michelle Huesmann e Martin Haas a rappresentare il paese con il brano Stronger with You.
L'anno seguente al debutto, il paese conferma la partecipazione al Junior Eurovision Song Contest 2021 a Parigi, Francia. Pauline, proveniente da Coblenza, è stata scelta per rappresentare il paese con la canzone Imagine Us, avendo vinto la finale nazionale Junior ESC - Wer fährt nach Paris? il 10 settembre 2021.
Nel 2022 la Germania annuncia il suo ritiro dalla competizione, per via delle restrizioni di viaggio imposte dal ministero federale degli affari esteri tedesco, ma trasmette comunque l'evento, in vista del ritorno nell'edizione successiva.
Come annunciato precedentemente, nel 2023 la Germania ritorna alla competizione, mantenendo la selezione nazionale utilizzata due anni prima, ma con alcune differenze nel format.

## Partecipazioni
- Primo posto
- Secondo posto
- Terzo posto
- Ultimo posto

| Anno                            | Artista | Canzone              | Lingua           | Posizione | Posizione |
| Anno                            | Artista | Canzone              | Lingua           | Finale    | Punti     |
| ------------------------------- | ------- | -------------------- | ---------------- | --------- | --------- |
| 2020                            | Susan   | Stronger with You    | Tedesco, inglese | 12º       | 66        |
| 2021                            | Pauline | Imagine Us           | Tedesco, inglese | 17º       | 61        |
| Nessuna partecipazione nel 2022 |         |                      |                  |           |           |
| 2023                            | Fia     | Onhe Worte           | Tedesco          | 9º        | 107       |
| 2024                            | Bjarne  | Save the Best for Us | Tedesco, inglese | 11º       | 71        |
| Nessuna partecipazione nel 2025 |         |                      |                  |           |           |

## Storia delle votazioni
Al 2024, le votazioni della Germania sono state le seguenti: 
Punti dati
| Posizione | Stato           | Punti |
| --------- | --------------- | ----- |
| 1         | Francia         | 32    |
| 2         | Spagna          | 24    |
| 3         | Armenia         | 22    |
| 4         | Polonia Ucraina | 20    |

Punti ricevuti
| Posizione | Stato      | Punti |
| --------- | ---------- | ----- |
| 1         | Francia    | 12    |
| 2         | Georgia    | 11    |
| 3         | Kazakistan | 9     |
| 4         | Estonia    | 8     |
| 5         | Serbia     | 7     |